# Liste der Monuments historiques in Auriac-sur-Vendinelle
Die Liste der Monuments historiques in Auriac-sur-Vendinelle führt die Monuments historiques in der französischen Gemeinde Auriac-sur-Vendinelle auf.

## Liste der Bauwerke
| Bezeichnung             | Beschreibung                  | Standort | Kennzeichnung | Schutzstatus | Datum | Bild |
| ----------------------- | ----------------------------- | -------- | ------------- | ------------ | ----- | ---- |
| Kirche Notre-Dame       | Erbaut ab dem 11. Jahrhundert | (Lage)   | PA00094264    | Inscrit      | 1975  |      |
| Maison Sarda de Caumont | Erbaut im 15. Jahrhundert     | (Lage)   | PA00094265    | Classé       | 1927  |      |

## Liste der Objekte
- Monuments historiques (Objekte) in Auriac-sur-Vendinelle in der Base Palissy des französischen Kultusministeriums